# Chöpal Yeshé
Chöpel Yeshe tibétain : ཆོས་དཔལ་ཡེ་ཤེས, Wylie : chos dpal ye shes (12 mars 1406 – 30 juin 1452) est un maître de méditation bouddhiste tibétain et un érudit de la lignée Kagyupa – l'une des quatre écoles principales du bouddhisme tibétain et le troisième shamarpa.

## Biographie
Le troisième shamarpa est né le 12 mars 1406 à Trang Do, dans la province du Kongpo au sud du Tibet. On l'aurait entendu réciter le mantra Om mani padme hum dans le ventre de sa mère, à sa naissance, des arcs-en-ciel se formèrent au-dessus de sa maison. 
Il est reconnu comme l'incarnation de shamarpa par d'anciens disciples. Il est conduit à Taktsé, et passe par le monastère de Ganden Mamo. En 1413, à l'âge de huit ans, il rencontre le 5e  karmapa Deshin Shekpa à Pang Dor et ils rejoignent  Taktsé. Cette même année, il reçoit l'ordination préliminaire du karmapa et des enseignements. 
Il reconnut et intronise le 6e karmapa, Thongwa Dönden. 
Kenchen Sonam Zangpo lui confère l'ordination complète. Guéshé Rigdzin et l'élève de son prédécesseur Sowon Rigpe Raldre lui transmettent des enseignements. 
Il commence alors à transmettre des enseignements. Sa mort s'est accompagnée de la formation de nombreux arcs-en-ciel. Ses principaux disciples sont Jampal Zangpo, Gelong Zhonu Pal l'historien et Ngampa Chatrel.